# Досифей (Ларионов)
Игу́мен Досифе́й (в миру Дмитрий Владимирович Ларионов; 21 июня 1972, Ленинград) — игумен Русской православной церкви, настоятель Ионо-Яшезерского монастыря.

## Биография
Как вспоминает игумен Досифей, «Я пришёл в церковь во времена гонений. Во времена, когда молодых людей в храм не пускали. Останавливали у входа люди в штатском, и угрожали неприятностями в школе и у родителей на работе. Но никакие угрозы, агитация, клевета на церковь и её священнослужителей не смогли хоть на один миг сломить моего желания быть с Богом и с Его Церковью».
19 июня 2000 года рукоположен в сан священника.
В июне 2000 года отец Досифей прибыл в Вепсскую национальную волость по благословению архиепископа Петрозаводского и Карельского Мануила с целью основания в селе Шёлтозеро православного прихода. После многих усилий молодая община отремонтировала церковно-приходской дом, в котором разместился храм, церковная библиотека и воскресная школа. В августе отец Досифей был назначен настоятелем основанного им Спасо-Рождественского прихода, названного так в честь двухтысячелетия Рождества Христова.
Кроме Шёлтозерского прихода, активно посещает отдалённые деревни и посёлки волости, совершает службы в домах верующих, освящает поклонные кресты, проводит встречи с интеллигенцией, учителями и преподавателями.
В 2002 году по благословению архиепископа Мануила иеромонах Досифей стал куратором проекта «Возрождение Ионо-Яшезерского монастыря». 26 декабря 2003 года решением Священного Синода Русской Православной церкви, под руководством Патриарха Алексия II, он был утверждён настоятелем обители.
В это же время отец Досифей становится инициатором основания ещё одного православного прихода в посёлке Кварцитный и в апреле того же года назначается исполняющим обязанности настоятеля строящегося храма во имя Ионы Яшезерского.
Благодаря активной деятельности отца Досифея весной 2004 года был создан Попечительский Совет по спасению Яшезерского монастыря. В августе того же года депутатами волостного совета была одобрена инициатива Досифея считать день памяти святого Ионы Яшезерского (5 октября) Вепсским национальным праздником.
6 апреля 2010 года возведён в сан игумена.
5 октября 2011 года во исполнение решения Архиерейского Собора от 4 февраля 2011 года игумен Досифей (Ларионов) удостоен права использования игуменского жезла за богослужением.
В конце октября 2011 году стал настоятелем прихода храма Успения Божией Матери деревни Каскесручей Прионежского района.
С 2012 года — ответственный по делам монастырей Петрозаводской и Карельской епархии.

## Публикации
- «Схимник страждущей земли» (2002)
- «Святыни Вепсского края» (2012)

Отец Досифей стал автором нескольких десятков статей как в церковных, так и в светских изданиях. Его трудами к 150-летию Спасо-Преображенского храма Ионо-Яшезерского монастыря выпущен памятный буклет, а также видеокассета «Возрождение» об этапах восстановления Яшезерской обители. Тогда же им была записана и озвучена аудиокассета со службой святому преподобному Ионе Яшезерскому.

## Награды

### Церковные
- Право ношения набедренника (2002)
- Право ношения наперсного креста (2005)
- Право ношения палицы (2011)
- Право употребления игуменского жезла за Богослужением (2011)
- Архиерейская грамота в благодарность за усердные труды во славу Святой Церкви (2012)
- Юбилейная медаль преподобного Геннадия Важеозерского «За труды и заслуги»[4]

### Государственные и общественные
- Орденский знак «Рубиновый Крест Славы» Некоммерческого фонда изучения и развития исторического наследия «Слава Отечества» (2012)[5]
- Орден «За службу и доблесть» I степени
- Орден Святой Анны III степени (6 мая 2012)[6]
- Золотая медаль Российского Фонда Мира
- Золотая медаль Благотворительного фонда «Гордость Отечества»[7]
- Почётная грамота Республики Карелия
- Почётная грамота Законодательного собрания Республики Карелия
- Диплом и памятная медаль лауреата 2010 года Прионежского муниципального района
- Диплом и нагрудный знак лауреата года Республики Карелия (2015)[8]
- почётный знак «За вклад в развитие гражданского общества в Республике Карелия» (27 декабря 2023)[9]